# Långagna
Långagna är en sjö i Uddevalla kommun i Bohuslän och ingår i Göta älvs huvudavrinningsområde. Sjöns area är 0,057 kvadratkilometer och den befinner sig 135 meter över havet.